# Лампреаве, Чус
Чус Лампреа́ве (исп. Chus Lampreave; 11 декабря 1930, Мадрид — 4 апреля 2016, Альмерия) — испанская актриса кино и телевидения. Лауреат премии Каннского кинофестиваля за лучшую женскую роль. Лауреат премии «Гойя» 1993 года за лучшую роль второго плана и неоднократный номинант на эту премию.
Лампреаве снялась более чем в полусотне фильмов, при этом у самых именитых испанских режиссёров, и востребована на телевидении. Успех пришёл к ней в 1980-х годах благодаря сотрудничеству с Педро Альмодоваром, она снялась в десяти его фильмах. В 1993 году Лампреаве была удостоена премии «Гойя» за лучшую роль второго плана в фильме Фернандо Труэбы «Изящная эпоха». За работу в фильме Педро Альмодовара «Возвращение» актриса вместе со своими партнёршами Пенелопой Крус, Кармен Маурой, Лолой Дуэньяс, Бланкой Портильо, Йоаной Кобо удостоилась приза Каннского кинофестиваля за лучшую женскую роль.
В 2001 году правительство Испании наградило актрису золотой медалью за заслуги в изобразительном искусстве. 

## Фильмография
| Год  | Название на русском языке           | Название в оригинале                      |
| ---- | ----------------------------------- | ----------------------------------------- |
| 1958 | Квартирка                           | El pisito                                 |
| 1960 | Инвалидная коляска                  | El cochecito                              |
| 1963 | Палач                               | El verdugo                                |
| 1971 | Моя прекрасная сеньорита            | Mi querida señorita                       |
| 1977 | Национальное ружьё                  | La escopeta naciona                       |
| 1980 | Национальное достояние              | Patrimonio nacional                       |
| 1980 | Пепи, Люси, Бом и остальные девушки | Pepi, Luci, Bom y otras chicas del montón |
| 1982 | Лабиринт страстей                   | Laberinto de pasiones                     |
| 1982 | Национальное III                    | Nacional III                              |
| 1984 | Нескромное обаяние порока           | Entre tinieblas                           |
| 1984 | За что мне это?                     | ¿Qué he hecho yo para merecer esto?       |
| 1985 | Матадор                             | Matador                                   |
| 1985 | Изменяй и неважно с кем             | Sé infiel y no mires con quién            |
| 1985 | Лулу ночью                          | Lulú de noche                             |
| 1986 | Год пробуждения                     | El año de las luces                       |
| 1987 | Радостная жизнь                     | La vida alegre                            |
| 1987 | Мавры и христиане                   | Moros y cristianos                        |
| 1988 | Подожди меня на небе                | Espérame en el cielo                      |
| 1988 | Женщины на грани нервного срыва     | Mujeres al borde de un ataque de nervios  |
| 1988 | Одного рассвета недостаточно        | Amanece, que no es poco                   |
| 1988 | Спуститься за покупками             | Bajarse al moro                           |
| 1992 | Изящная эпоха                       | Belle Époque                              |
| 1992 | Сверхновая звезда                   | Supernova                                 |
| 1994 | Всех в тюрьму                       | Todos a la cárcel                         |
| 1995 | Семь тысяч дней вместе              | Siete mil días juntos                     |
| 1995 | На земле, как на небе               | Así en el cielo como en la tierra         |
| 1995 | Цветок моей тайны                   | La flor de mi secreto                     |
| 1998 | Торренте, глупая рука закона        | Torrente, el brazo tonto de la ley        |
| 2002 | Точки соприкосновения               | El florido pensil                         |
| 2002 | Поговори с ней                      | Hable con ella                            |
| 2004 | Скажи «да»                          | Di que sí                                 |
| 2006 | Возвращение                         | Volver                                    |
| 2008 | Фирменное блюдо                     | Fuera de carta                            |
| 2009 | Разомкнутые объятия                 | Los abrazos rotos                         |
| 2012 | Художник и его модель               | El artista y la modelo                    |